# Una pioggia di stelle
Una pioggia di stelle (in russo Чайковский?, Čajkovskij) è un film del 1969 diretto da Igor' Talankin sulla vita del famoso compositore russo Pëtr Il'ič Čajkovskij. Fu candidato all'Oscar al miglior film straniero.

## Riconoscimenti
- 1972 – Premio Oscar
  - Candidatura al miglior film straniero
- 1970 – Festival di San Sebastián
  - Concha de Plata al miglior attore a Innokentij Michajlovič Smoktunovskij